# Nordmannia abdominalis
Nordmannia abdominalis är en fjärilsart som beskrevs av Gerhard 1853. Nordmannia abdominalis ingår i släktet Nordmannia och familjen juvelvingar. Inga underarter finns listade i Catalogue of Life.